# Kisa församling

Kisa församling vapen

Kisa församling är en församling i Linköpings stift inom Svenska kyrkan. Församlingen ingår i Kinda pastorat och ligger i Kinda kommun i Östergötlands län.
Församlingskyrka är Kisa kyrka.

## Administrativ historik
Församlingen har medeltida ursprung. Delar av församlingen utbröts 1736 till den då nybildade Ulrika församling.
Församlingen utgjorde under medeltiden ett eget pastorat för att sedan till 1938 vara annexförsamling i pastoratet Västra Eneby och Kisa. Från 1938 var församlingen moderförsamling i pastoratet Kisa och Västra Eneby som 1962 utökades med Tidersrums församling. Församlingen ingår sedan 2009 i Kinda pastorat.

## Kyrkoherdar
| Ämbetstid | Namn            | Levnadstid | Övrigt |
| --------- | --------------- | ---------- | ------ |
| 1215      | Andreas         |            |        |
| 1320-1323 | Thyrgillus      |            |        |
| 1359      | Karl            |            |        |
| 1379      | Clemens         |            |        |
| 1983–     | Åke Löfgren     | 1934–      | [ 6 ]  |
| -2009     | Magnus Svensson |            |        |

### Komministrar
| Ämbetstid | Namn                           | Levnadstid | Övrigt                                       |
| --------- | ------------------------------ | ---------- | -------------------------------------------- |
| 1320      | Johannes                       |            |                                              |
| 1602-1604 | Nicolaus Petri                 |            | Senare kyrkoherde i Västra Eneby församling. |
| 1628-1643 | Johannes Magni Peninsulanus    | Död 1669   | Senare kyrkoherde i Ekebyborna församling.   |
| 1643-1658 | Johannes Olinus                | 1612–1678  | Senare kyrkoherde i Veta församling.         |
| 1658-1665 | Petrus Landelius               | 1628–1695  | Senare kyrkoherde i Löts församling.         |
| 1665-1674 | Andreas Rozelius               | 1635–1681  | Senare kyrkoherde i Gistads församling.      |
| 1674-1695 | Jonas Björkman                 | 1630–1708  | Senare kyrkoherde i Östra Eneby församling.  |
| 1695-1710 | Andreas Wåhlin                 | 1661–1725  | Senare kyrkoherde i Östra Stenby församling. |
| 1710-1715 | Nils Aurelius                  | 1674–1759  | Senare kyrkoherde i Askeby församling.       |
| 1716-1775 | Anders Löngren                 | 1686-1775  |                                              |
| 1775-1776 | Nils Roos                      | 1729-1776  |                                              |
| 1777-1789 | Paul Heller                    |            | Senare kyrkoherde i Misterhults församling.  |
| 1789-1804 | Anders Svanberg                | 1752-1805  | Senare kyrkoherde i Örberga församling.      |
| 1805-1822 | Johan Magnus Martens (Halling) | 1762-1822  |                                              |
| 1824-1843 | Samuel Lindegren               |            | Senare kyrkoherde i Sunds församling.        |
| 1843-1854 | Jonas Janzon                   |            | Senare kyrkoherde i Säby församling.         |
| 1854-1870 | John Lindelius                 |            | Senare kyrkoherde i Askeby församling.       |
| 1871-1884 | Johan Peter Fagerdahl          | 1821-1884  |                                              |
| 1886-1898 | Carl Beckman                   |            | Senare kyrkoherde i Grebo församling.        |
| 1898-1926 | Johan Albin Dahlberg           | 1861-1926  |                                              |
| 1927-     | Anders Otto Lorens Andrae      | 1902-      |                                              |

## Klockare och organister
| Ämbetstid | Namn                      | Levnadstid | Övrigt                |
| --------- | ------------------------- | ---------- | --------------------- |
| 1726-1745 | Sune                      |            | Klockare              |
| 1726-1755 | Hans Roos                 |            | Organist              |
| 1750-1756 | Jonas Wigholm             |            | Klockare              |
| 1758      | Lars                      |            | Klockare              |
| 1760-1794 | Lars Cederberg            |            | Organist och klockare |
| 1798-1810 | Lars Sandström            | 1778-      | Organist              |
| 1811-1837 | Samuel Wåhlberg           | 1778-1837  | Organist              |
| 1839-1853 | Anders Gustafsson         | 1798-1853  | Organist              |
| 1854-1869 | Gustaf Leonard Gustafsson | 1823-      | Organist              |
| 1869-1895 | Karl Leonard Segerhammar  | 1839-      | Organist och lärare   |
| 1895-1896 | Gustaf Ossian Gustafsson  | 1865-      | Organist och lärare   |